# وينفيلد سكوت شابلن
وينفيلد سكوت شابلن (بالإنجليزية: Winfield Scott Chaplin)‏ هو مهندس مدني أمريكي، ولد في 1847، وتوفي في 12 مارس 1918.